# Fußball-Verbandsliga Schleswig-Holstein 1989/90
Die Verbandsliga Schleswig-Holstein wurde zur Saison 1989/90 das 43. Mal ausgetragen und bildete den Unterbau der drittklassigen Oberliga Nord. Die beiden erstplatzierten Mannschaften durften an der Aufstiegsrunde zur Oberliga Nord teilnehmen. Die Mannschaften auf den drei letzten Plätzen mussten in die Landesliga absteigen.

## Vereine
Im Vergleich zur Saison 1988/89 veränderte sich die Zusammensetzung der Liga folgendermaßen: Keine Mannschaft war in die Oberliga Nord auf-, während auch keine Mannschaft aus Schleswig-Holstein aus der Oberliga Nord abgestiegen war. Die drei Absteiger hatten die Verbandsliga verlassen und wurden durch die drei Aufsteiger Rendsburger TSV (Wiederaufstieg nach einer Saison), Flensburg 08 (Wiederaufstieg nach neun Jahren) und SV Sereetz (erstmals in der höchsten Amateurliga Schleswig-Holsteins) ersetzt.
| Verein                   | Stadt               | Kreis                 | Qualifikation                      |
| ------------------------ | ------------------- | --------------------- | ---------------------------------- |
| VfB Lübeck               | Lübeck              |                       | Meister 1988/89                    |
| VfB Kiel                 | Kiel                |                       | 2. Platz 1988/89                   |
| VfR Neumünster           | Neumünster          |                       | 3. Platz 1988/89                   |
| FC Kilia Kiel            | Kiel                |                       | 4. Platz 1988/89                   |
| Eutin 08                 | Eutin               | Ostholstein           | 5. Platz 1988/89                   |
| Heider SV                | Heide               | Dithmarschen          | 6. Platz 1988/89                   |
| TSV Pansdorf             | Ratekau             | Ostholstein           | 7. Platz 1988/89                   |
| TSV Büsum                | Büsum               | Dithmarschen          | 8. Platz 1988/89                   |
| TSB Flensburg            | Flensburg           |                       | 9. Platz 1988/89                   |
| Blau-Weiß Friedrichstadt | Friedrichstadt      | Nordfriesland         | 10. Platz 1988/89                  |
| TSV Kappeln              | Kappeln             | Schleswig-Flensburg   | 11. Platz 1988/89                  |
| TSV Plön                 | Plön                | Plön                  | 12. Platz 1988/89                  |
| NTSV Strand 08           | Timmendorfer Strand | Ostholstein           | 13. Platz 1988/89                  |
| Rendsburger TSV          | Rendsburg           | Rendsburg-Eckernförde | Aufsteiger aus der Landesliga Nord |
| Flensburg 08             | Flensburg           |                       | Aufsteiger aus der Landesliga Nord |
| SV Sereetz               | Ratekau             | Ostholstein           | Aufsteiger aus der Landesliga Süd  |

## Saisonverlauf
Die Meisterschaft und Teilnahme an der Aufstiegsrunde sicherte sich der VfB Lübeck. Als Zweitplatzierter durfte Eutin 08 ebenfalls teilnehmen. Während Lübeck seine Gruppe auf dem letzten Platz beendete, erreichte Eutin in seiner Gruppe den zweiten Rang hinter dem VfL Stade und stieg auf. Der SV Sereetz musste die Verbandsliga nach einer Saison wieder verlassen, der NTSV Strand 08 nach zwei Spielzeiten und der TSV Plön nach zehn Jahren.

### Tabelle
| Pl. | Verein                   | Sp. | S  | U  | N  | Tore    | Diff. | Punkte |
| --- | ------------------------ | --- | -- | -- | -- | ------- | ----- | ------ |
| 1.  | VfB Lübeck (M)           | 30  | 22 | 5  | 3  | 067:200 | +47   | 49:11  |
| 2.  | Eutin 08                 | 30  | 20 | 8  | 2  | 070:230 | +47   | 48:12  |
| 3.  | VfB Kiel                 | 30  | 16 | 6  | 8  | 065:480 | +17   | 38:22  |
| 4.  | VfR Neumünster           | 30  | 15 | 6  | 9  | 060:330 | +27   | 36:24  |
| 5.  | TSB Flensburg            | 30  | 14 | 6  | 10 | 058:430 | +15   | 34:26  |
| 6.  | TSV Pansdorf             | 30  | 14 | 4  | 12 | 051:470 | +4    | 32:28  |
| 7.  | FC Kilia Kiel            | 30  | 10 | 11 | 9  | 049:420 | +7    | 31:29  |
| 8.  | TSV Büsum                | 30  | 9  | 11 | 10 | 047:460 | +1    | 29:31  |
| 9.  | Heider SV                | 30  | 9  | 10 | 11 | 032:450 | −13   | 28:32  |
| 10. | Blau-Weiß Friedrichstadt | 30  | 10 | 7  | 13 | 051:540 | −3    | 27:33  |
| 11. | Rendsburger TSV (N)      | 30  | 8  | 11 | 11 | 044:500 | −6    | 27:33  |
| 12. | TSV Kappeln              | 30  | 11 | 5  | 14 | 047:690 | −22   | 27:33  |
| 13. | Flensburg 08 (N)         | 30  | 10 | 6  | 14 | 047:440 | +3    | 26:34  |
| 14. | SV Sereetz (N)           | 30  | 9  | 7  | 14 | 036:470 | −11   | 25:35  |
| 15. | NTSV Strand 08           | 30  | 7  | 6  | 17 | 034:760 | −42   | 20:40  |
| 16. | TSV Plön                 | 30  | 1  | 1  | 28 | 018:890 | −71   | 03:57  |

| (M) | Staffelsieger der Verbandsliga Schleswig-Holstein 1988/89 |
| (A) | Absteiger aus der Oberliga Nord 1988/89                   |
| (N) | Aufsteiger aus der Landesliga Schleswig-Holstein 1988/89  |